# Vila Galvão
Vila Galvão é um bairro administrativo da cidade de Guarulhos localizado no distrito-sede do município. Faz divisa com os bairros guarulhenses de Cabuçu, Jardim Vila Galvão, Torres Tibagy e Picanço, e também com o distrito paulistano de Jaçanã da capital do estado.
Segundo dados do censo de 2010, o bairro possui população de 29.968 habitantes, ocupando território de 3,10 quilômetros quadrados. Segundo trabalho desenvolvido pela AGENDE Guarulhos com base no censo de 2010, o bairro da Vila Galvão possui Índice de Desenvolvimento Humano (IDH) de 0,823, considerado muito alto. A Vila Galvão se configura atualmente como uma das regiões com maior número de residências de classe média alta do município, além de possuir uma das maiores áreas comerciais de Guarulhos. A Vila Galvão é conhecida na extrema Zona Norte de São Paulo, simplesmente como "Vila". De acordo com fontes históricas e testemunho de pessoas que presenciaram os fatos, o terreno da atual Vila Galvão foi loteado pela família do banqueiro Francisco Conde, fundador do BCN - Banco de Crédito Nacional.

## Origem e formação
A Vila Galvão é um dos mais antigos bairros e núcleos urbanos de Guarulhos. Segundo os trabalhos de historiadores locais como João Ranali, Gasparino Romão e Adolfo Noronha (Cronologia Guarulhense, Repaginando a História de Guarulhos) e de Carlos José Ferreira dos Santos (livro Identidade Urbano e Globalização: A formação dos múltiplos territórios de Guarulhos), a região onde se situa o bairro pertencia a uma grande propriedade, denominada Fazenda Cabuçu, que, em meados do século XIX, servia como área de lazer para parte da alta sociedade paulistana, principalmente para os que moravam em regiões da atual Zona Norte. Isso se dava por conta da proximidade com a Serra da Cantareira, que proporcionava um clima mais ameno e do enorme lago que o local possuía (atual Lago da Vila Galvão). No início do século XX, parte da fazenda foi adquirida pelo senhor Francisco Gonzaga Vasconcelos, que loteou a mesma, iniciando a formação do bairro. O novo bairro atraiu moradores advindos da classe média alta, tanto de Guarulhos como de município vizinhos. 
Não existe uma versão oficial sobre a origem do nome do bairro. A versão mais aceita é que com a fundação da Igreja São Pedro, em 1919, monsenhor Ezechias Galvão Fontoura, que era tio de Francisco Gonzaga Vasconcelos celebrou a primeira missa. Em homenagem ao seu tio, Francisco Gonzaga nomeou o loteamento com seu nome. Até então a região era denominada como Fazenda Cabuçu.

## Desenvolvimento
A inauguração da Empresa Cerâmica Paulista em 1914 (fabricante de tijolos) na Vila Galvão impulsionou o transportes de cargas entre o bairro e regiões centrais de São Paulo. A Empresa Cerâmica Paulista foi a primeira cerâmica mecanizada no Brasil e produzia com máquinas importadas da Alemanha os tijolos que vendia. Segundo a Associação Amigos do Patrimônio e Arquivo Histórico de Guarulhos, inúmeros prédios de destaque, como a Pinacoteca do Estado, Santa Casa de Misericórdia, dentre outros foram erguidos com tijolos fabricados pela da Cerâmica Paulista. Para facilitar esse escoamento, em 1915 foi erguida a primeira estação do ramal Guapyra-Guarulhos (Tramway da Cantareira), que também aumentou a movimentação na região e iniciou a formação comercial do bairro.
Até meados da década de 1940, o bairro da Vila Galvão já possuía a formação viária que tem atualmente, sendo o já referido Francisco Gonzaga Vasconcelos sendo considerado seu fundador e Francisco Conde (pertencente a tradicional família paulistana dos Condes) o responsável pelo loteamento da parte norte do bairro, atualmente bairro da Vila Rosália.

## Características atuais
A Vila Galvão é considerada um bairro de Classe Média Alta, com média verticalização. A região é considerada autossustentável, pois possui grande número de estabelecimentos comerciais e prestadores de serviço dos setores de vestuário, calçados, alimentação, farmacêutico, eletroeletrônico, mobiliário, cosmético, serviços médicos, bancário, financeiro, jurídico, educacional dentre outros. A Vila Galvão possuí a terceira maior rede de bancos do município, com dez agências (segundo a Febraban), atrás apenas do Centro e de Cumbica.
As principais vias são as avenidas Doutor Timóteo Penteado (que faz ligação com o Centro), Emílio Ribas (faz ligação com o bairro Gopouva), Sete de Setembro, Francisco Conde (também chamada de “vinte metros”) e as ruas comerciais Treze de Maio, Francisco Pereira, São Francisco e a Praça Santos Dumont (onde se localiza a antiga estação de trem Vila Galvão). A atual Infraestrutura viária facilita o deslocamento para outros locais do município, bem como para São Paulo e Mairiporã, por conta do acesso fácil as principais rodovias que cortam a cidade (Fernão Dias, Dutra e Ayrton Senna).
Na área educacional, além de possuir uma considerável rede de escolas particulares, o bairro possui duas instituições de ensino superior: a FIG-Unimesp (Centro Universitário Metropolitano de São Paulo) e a Faculdade Progresso.
No âmbito cultural, está localizado o Teatro Municipal Nelson Rodrigues, inaugurado em 1981. Ao lado do teatro estão localizados o Museu Histórico de Guarulhos e Museu de Ciências Naturais. O bairro também conta com a Biblioteca Pública “Paulo do Carmo Dias” e o Centro Permanente de Exposições de Arte “Professor José Ismael”.
Uma característica curiosa do bairro é a grande identificação de seus moradores com a Zona Norte de São Paulo (principalmente com o Jaçanã e Tucuruvi). Isso deve pela proximidade geográfica, do Metrô Tucuruvi e por fatores históricos já citados.

## Transportes
O transporte é feito por linhas de ônibus, que fazem a integração de bairros como Cabuçu, Jardim Palmira, Bom Clima, até o Centro Comercial de Vila Galvão e posteriormente às estações de Metrô Tucuruvi, Parada Inglesa, Jardim São Paulo-Ayrton Senna, Santana e Portuguesa-Tietê.
Apesar da Vila Galvão não ser servida por trilhos, a Estação Tucuruvi está a apenas 9 minutos (5 Km) do bairro, assim como as estações Parada Inglesa e Jardim São Paulo-Ayrton Senna, que também ficam próximas do bairro. 
Devido à grande demanda, a Secretaria Estadual de Transportes Metropolitanos do Estado de São Paulo, através do PITU (Plano de Integração dos Transportes Urbanos), implantou um corredor metropolitano de ônibus, que liga a Estação Tucuruvi do Metrô ao Centro Comercial de Guarulhos e ao Terminal Metropolitano do Taboão, no extremo norte, além da construção de um Terminal Metropolitano em Vila Galvão, inaugurado em 12 de dezembro de 2014. Este corredor tem integração gratuita com o metrô na Estação Tucuruvi, e com as estações de trem Guarulhos-Cecap e Aeroporto–Guarulhos da Linha 13–Jade.
Contudo, de 1913 a 1965, operou na área a Estrada de Ferro Cantareira, Tramway da Cantareira, que ligou o bairro do Bom Retiro na região central de São Paulo à Zona Norte, Guarulhos], passando por trajeto aproximadamente igual ao do trecho norte da Linha-1 Azul do Metrô de São Paulo.

## Subdivisões
A Vila Galvão é formada pelas vizinhanças: 
- Centro Comercial - Vila Galvão: ocupa a parte centro-oeste do bairro, possuindo características prioritariamente comerciais e residências de classe média alta média verticalização. Essa área seria a Vila Galvão propriamente dita, pois é o ponto de origem do bairro. É considerada um dos sete subcentros do município, de acordo com a Lei de Zoneamento de Guarulhos;[3]

- Vila Rosália: ocupa a parte nordeste do bairro, possuindo características residências de classe média alta, com média verticalização. Juntamente com o bairro do Maia, é tratado como área exclusivamente residencial pela Lei de Zoneamento de Guarulhos, sendo também o lote mais nobre do município. Segundo versões não oficiais, o nome do bairro seria uma homenagem a esposa de Francisco Conde;

- Jardim do Papai: ocupa a parte norte do bairro, possuindo características residências de classe média e média baixa, com baixa verticalização;

- Vila Milton: ocupa a parte sudeste do bairro, possuindo características residências de classe média com baixa verticalização;

- Vila Renata: ocupa a parte sul do bairro, possuindo características residências de classe média com baixa verticalização e comerciais.

## Problemas atuais
Um dos principais problemas enfrentados pelos moradores da Vila Galvão são as enchentes, que atingem a região em épocas de chuva intensa, e se devem à proximidade ao Rio Cabuçu de Cima e à localização do bairro, que se situa em uma baixada. Os esforços empreendidos pelas sucessivas administrações municipais ao longo dos anos se mostraram incipientes para a resolução do problema.